# Ischiolepta intermedia
Ischiolepta intermedia is een vliegensoort uit de familie van de mestvliegen (Sphaeroceridae). De wetenschappelijke naam van de soort is voor het eerst geldig gepubliceerd in 1990 door Hann and Kim.